# Douglas B-18
Die Douglas B-18 Bolo war ein zweimotoriger Bomber der 1930er-Jahre aus US-amerikanischer Produktion. Der Tiefdecker basierte auf der Douglas DC-2 und wurde bis Anfang der 1940er-Jahre beim United States Army Air Corps und der Royal Canadian Air Force eingesetzt.

## Geschichte
Im Jahre 1934 stellte das United States Army Air Corps eine Anfrage für einen zweimotorigen Bomber, der die doppelte Bombenzuladung und doppelte Reichweite der Martin B-10 haben sollte. 1935 folgte ein Vergleichstest in Wright Field. Hier zeigte Douglas seine DB-1. Sie stand in Konkurrenz zur Boeing Model 299, der späteren B-17 Flying Fortress und dem Martin Model 146. Boeing hatte die bessere Konstruktion, aber der B-17-Prototyp stürzte ab und schied deshalb vorerst aus. Die DB-1 war mit 58.500 USD gegenüber den 99.620 USD der B-17 billiger. Insbesondere da in der Großen Depression die staatlichen Gelder begrenzt waren, wurde im Januar 1936 eine sofortige Produktion der B-18 eingeleitet.

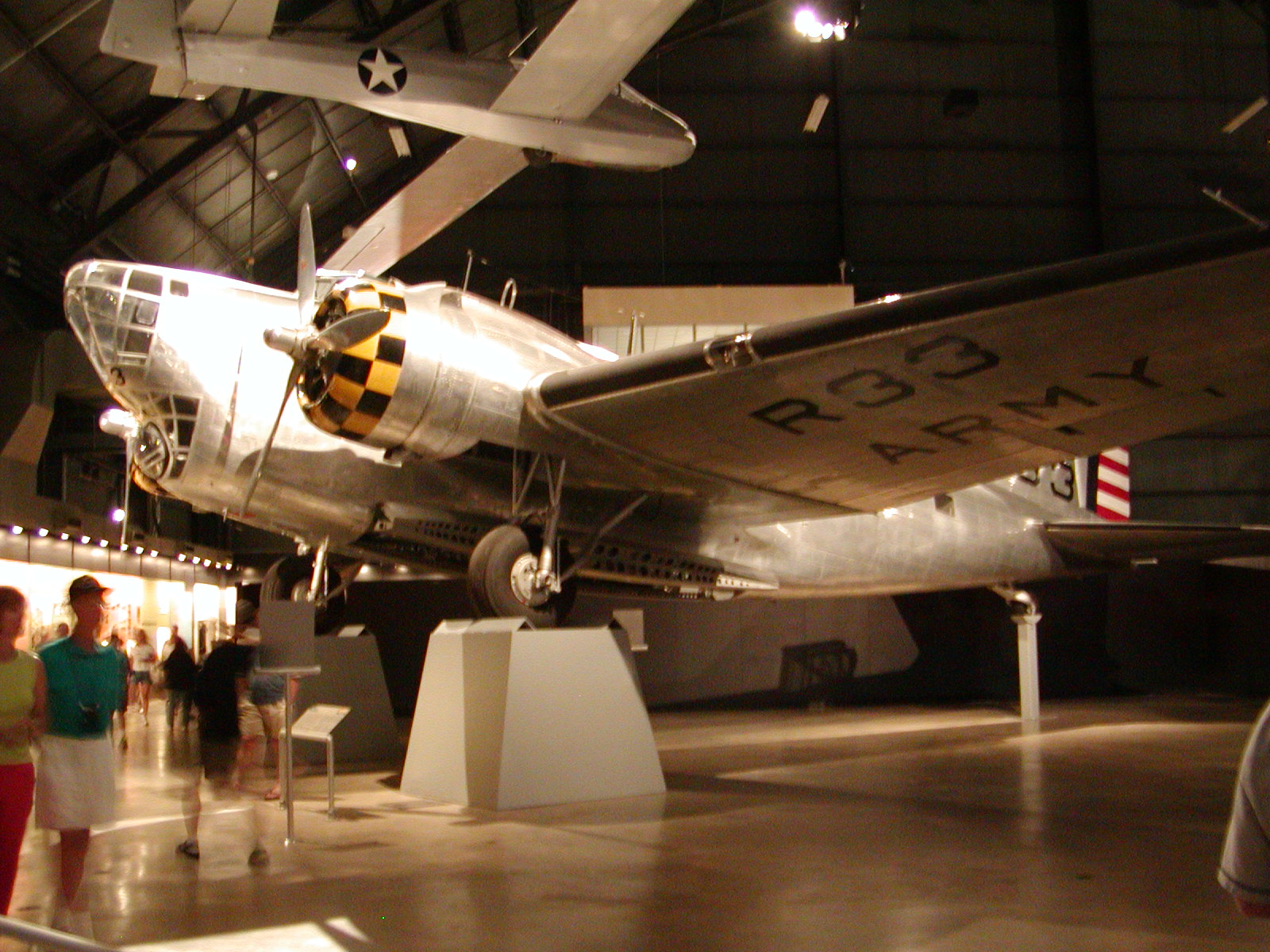
Douglas B-18A Bolo, USAF-Museum, Dayton, Ohio

Die DB-1 war weitgehend von der Douglas DC-2 abgeleitet, allerdings mit mehreren Modifikationen. Die Spannweite war um 1,4 m größer und der Rumpf besaß eine größere Tiefe, um mehr Platz für Bomben und die sechsköpfige Besatzung zu bieten. In der Bodenwanne war zusätzlich Platz für einen Bordschützen. Der Bomber war mit zwei Sternmotoren Wright R-1820-45 Cyclone 9 mit je 930 PS (694 kW) ausgerüstet.
Im ersten Vertrag wurden 133 B-18 (inklusive DB-1) mit Wright-Sternmotoren bestellt. Die letzte Maschine dieser Serie wurde als DB-2 bezeichnet und hatte einen motorgesteuerten Waffenturm in der Flugzeugnase. Weitere Verträge folgten 1937 mit 177 Maschinen und 1938 mit 40 Maschinen von Typ B-18A. Die B-18A hatte einen weiteren Bombenschützenplatz in der Flugzeugnase und stärkere 1.000 PS (746 kW) leistende Wright R-1820-53-Sternmotoren.
Ab 1940 waren die meisten Bombereinheiten mit B-18 und B-18A ausgestattet. Einige dieser Bomber wurden am 7. Dezember 1941 beim Angriff auf Pearl Harbor zerstört.

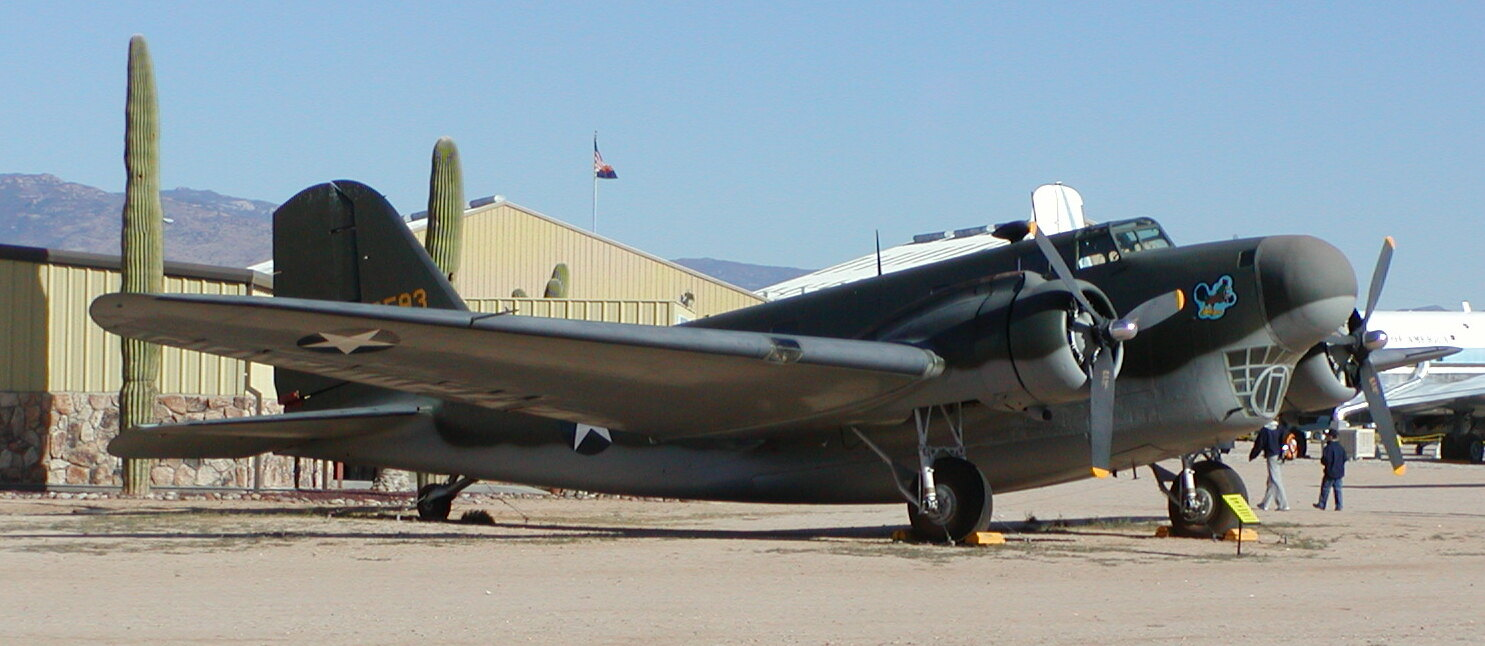
Douglas B-18B Bolo, Pima Air Museum, Tucson, Arizona

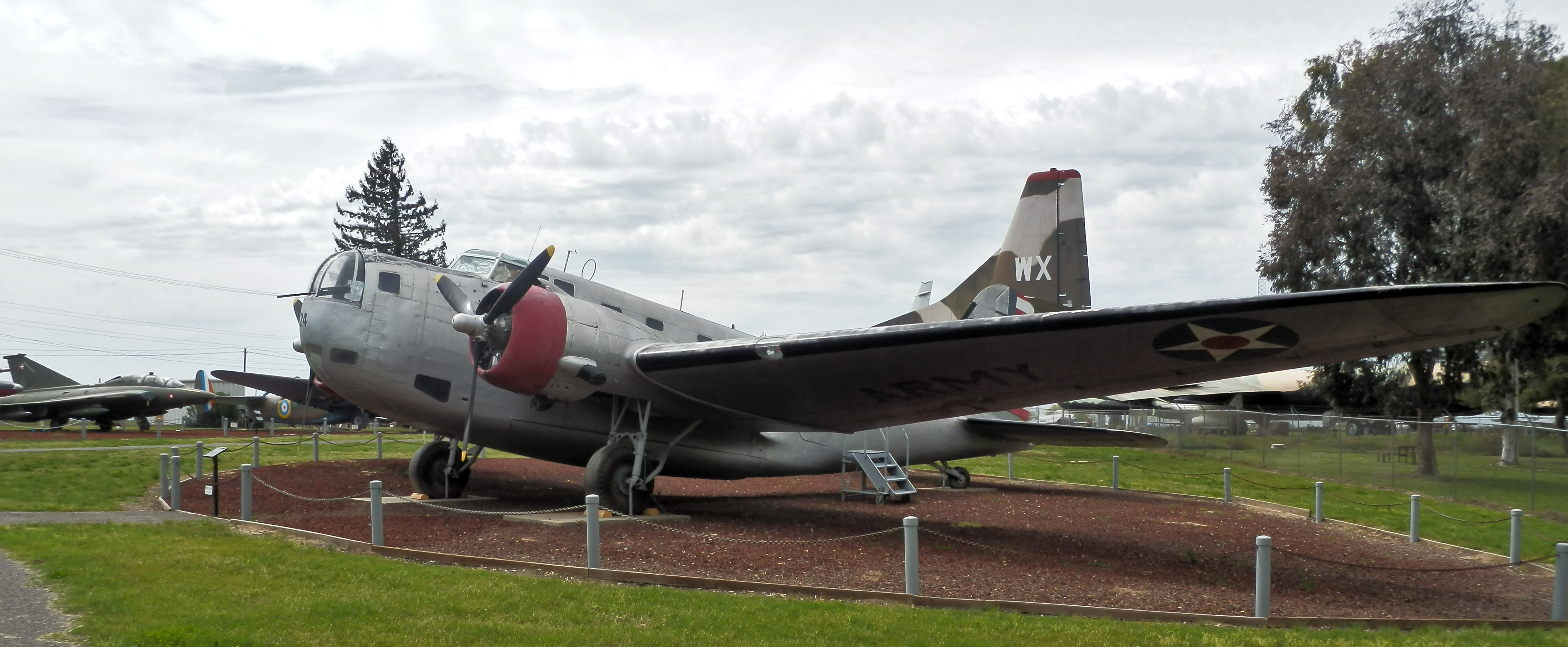
Douglas B-18B Bolo, Castle Air Museum, Atwater, Kalifornien

Ab 1942 wurde die B-18 aus der ersten Kampflinie durch B-17-Bomber verdrängt. 122 B-18A wurden zu U-Bootjägern umgebaut. Die Bombenschächte wurden dazu mit einem Suchgerät für magnetische Anomalien ausgestattet. Diese Flugzeuge erhielten die Bezeichnung B-18B und waren in der Karibik auf U-Bootjagd. Zwei Maschinen wurden 1942 an die brasilianische Luftwaffe geliefert. Die Royal Canadian Air Force beschaffte sich 20 B-18A, die als Douglas Digby Mark I bezeichnet wurden. Insgesamt konnten die Bolos und Digbys vier U-Boote versenken.

## Museumsflugzeuge
- B-18 s/n 37-0029 im Castle Air Museum, Atwater.
- B-18A s/n 37-469 im National Museum of the United States Air Force, Wright-Patterson AFB, Ohio.
- B-18A s/n 39-25 im Wings Over the Rockies Air and Space Museum, Denver.
- B-18B s/n 37-505 im McChord Air Museum, McChord Air Force Base, Washington.
- B-18B s/n 38-593 im Pima Air & Space Museum, Tucson.

## Varianten
DB-1Prototyp, 1 gebaut
DB-2Version mit motorgesteuertem Waffenturm in der Flugzeugnase; eine gebaut (letzte B-18)
B-18Serienversion, 133 gebaut
B-18AB-18 mit Wright R-1820-53-Motor, Bombenschützenplatz in Nase verlegt, 217 gebaut
B-18B122 zur U-Boot-Bekämpfung umgebaute B-18A
B-18C2 zur U-Boot-Bekämpfung umgebaute B-18A
B-18Mzu Trainingsflugzeugen umgebaute B-18
B-18AMzu Trainingsflugzeugen umgebaute B-18A
XB-22Projekt einer B-18 mit Wright R-2600-3-Sternmotoren (1.600 PS, 1194 kW), nicht gebaut
C-58zu Transportflugzeugen umgebaute B-18/B-18A
Digby Mk I20 zur U-Boot-Bekämpfung umgebaute B-18A, die von der Royal Canadian Air Force übernommen wurden

## Militärische Nutzung
Brasilien
- Força Aérea Brasileira

 Kanada
- Royal Canadian Air Force

 Vereinigte Staaten
- United States Army Air Corps / United States Army Air Forces

## Technische Daten
| Kenngröße             | Daten der B-18A                                                           |
| --------------------- | ------------------------------------------------------------------------- |
| Besatzung             | 6                                                                         |
| Länge                 | 17,6 m                                                                    |
| Spannweite            | 27,3 m                                                                    |
| Flügelfläche          | 89,1 m²                                                                   |
| Flügelstreckung       | 8,4                                                                       |
| Höhe                  | 4,6 m                                                                     |
| Leermasse             | 7.400 kg                                                                  |
| Startmasse            | 10.030 kg                                                                 |
| Antrieb               | 2 × 9-Zylinder-Sternmotoren Wright R-1820-53 mit je 1.000 PS (ca. 740 kW) |
| Höchstgeschwindigkeit | 346 km/h                                                                  |
| Dienstgipfelhöhe      | 7280 m                                                                    |
| Reichweite            | 1850 km                                                                   |
| Bewaffnung            | drei 7,7-mm-MGs, 2200 kg Bomben                                           |